# Margarete Willers
Margarete Willers (auch Grete genannt) (* 30. Juli 1883 in Oldenburg; † 12. Juni 1977 in Essen) war eine deutsche Malerin und Weberin. Sie war eine Bauhausschülerin und später Lehrerin an der Folkwangschule Essen.

## Leben
Margarete Willers wurde 1883 in Oldenburg geboren, zog jedoch schon als Kind mit ihren Eltern nach Westfalen. In Minden/Westfalen und Essen besuchte sie die höhere Mädchenschule. 1905 nahm sie eine Ausbildung in Malerei und Zeichnen (Stillleben, Malerei, Aktstudium) in Düsseldorf und später in München auf. Von 1912 bis 1914 besuchte sie die Ranson-Schule in Paris und wurde dort von Maurice Denis, der Matisseschülerin Vassilief und Leger unterrichtet. Mit Beginn des Ersten Weltkrieges musste sie ihr Studium in Paris aufgeben. Danach begann sie ein selbständiges Studium der Landschaftsmalerei. 1921 trat sie der Künstlervereinigung „Das Junge Rheinland“ in Düsseldorf bei und nahm an Ausstellungen teil.
Von 1921 bis 1923 studierte sie am Bauhaus in Weimar und besuchte Kurse unter anderem bei Johannes Itten, Oskar Schlemmer, Gertrud Grunow, Walter Gropius, Gunta Stölzl, Wassily Kandinsky und Paul Klee. Anschließend machte sie die Weberei zu ihrem Beruf und arbeitete in Essen selbständig in einer eigenen Werkstatt. 1927 kehrte sie ans Bauhaus zurück, wo sie ein eigenes Atelier am Bauhaus Dessau erhielt und als freie Mitarbeiterin in der Probierwerkstatt tätig war. Als Künstlerin und Lehrerin vermittelte Willers ihren Schülern die Bauhaus-Idee und blieb der Bauhaus-Pädagogik von Johannes Itten und der Kunsttheorie von Paul Klee eng verbunden.
1928 berief sie Alfred Fischer an die Folkwangschule für Gestaltung nach Essen, wo sie die Leitung der Abteilung Stickerei und Weberei übernahm. Dort traf sie auch ihren Kommilitonen Max Peiffer Watenphul wieder, der dort seit 1927 Lehrer für allgemeinen künstlerischen Entwurf war. Noch bevor die Fotografie 1929 als Unterrichtsfach am Bauhaus eingeführt wurde, setzten sich die beiden mit dem Medium auseinander. Verkleidet ließ sie sich „mit dem seinerzeit als männlich verknüpften Attribut Zigarette in der Hand und geradezu umhüllt von Schminke und Accessoires“ in geradezu theatralischer Inszenierung von Peiffer Watenphul ablichten.
In der Zeit des Nationalsozialismus wurde die Schule unter Alfred Mankopf gleichgeschaltet und erhielt den Namen Handwerkerschule und Meisterschule des Deutschen Handwerks. Willers blieb Leiterin der Stickerei sowie der Handweberei. 1943 wurde ihr Essener Unterrichtsgebäude durch Bombenangriffe zerstört. Eine erneute Anstellung an der Folkwangschule scheiterte. Willers wurde noch im selben Jahr Lehrmeisterin in der Handweberei Bückeburg, wo sie bis 1955 tätig war. Danach arbeitete sie in ihrem eigenen Atelier am Hochwebstuhl. Aus gesundheitliche Gründen musste sie 1960 ihre Textilarbeit aufgeben. 1977 verstarb sie in Essen. Willers war zeitlebens unverheiratet.

## Schaffen
In ihrem Stil war Willers stark von Itten und Klee inspiriert, was sich vor allem an ihren Webarbeiten ablesen lässt, in denen sie vor allem mit den Grundformen Kreis, Dreieck, Quadrat arbeitet, die sie in Einklang mit den drei Grundfarben Gelb, Rot, Blau bringen wollte. In ihren Arbeiten folgte sie der Bauhauspädagogik von Johannes Itten und der Kunsttheorie von Paul Klee. Viele ihrer Werke sind im Bestand öffentlicher Sammlungen, so des Metropolitan Museum of Art in New York, des Museums Folkwang sowie des Bauhaus-Archivs in Berlin.